# News of the World
News of the World je 6. studiové album britské rockové skupiny Queen, které bylo vydané v roce 1977.

## Seznam skladeb

### První strana
1. „We Will Rock You“ (Brian May) – 2:01
2. „We Are the Champions“ (Freddie Mercury) – 2:59
3. „Sheer Heart Attack“ (Roger Taylor) – 3:24
4. „All Dead, All Dead“ (May) – 3:09
5. „Spread Your Wings“ (John Deacon) – 4:32
6. „Fight From The Inside“ (Taylor) – 3:03

### Druhá strana
1. „Get Down, Make Love“ (Mercury) – 3:51
2. „Sleeping On The Sidewalk“ (May) – 3:07
3. „Who Needs You“ (Deacon) – 3:07
4. „It's Late“ (May) – 6:27
5. „My Melancholy Blues“ (Mercury) – 3:29

Bonusové písně přidáné při vydání firmou Hollywood Records v roce 1991
1. We Will Rock You ('1991 Bonus Remix Ruined by Rick Rubin') (May) – 4:47

### Singly
Singly z alba News of the World

1. „We Are the Champions / We Will Rock You“
Vydáno: 7. října 1977
2. „Spread Your Wings / Sheer Heart Attack“
Vydáno: 10. února 1978
3. „It's Late / Sheer Heart Attack“
Vydáno: 27. dubna 1978[pozn. 1]

## V kultuře
V seriálu Griffinovi se stewie k smrti bojí obalu alba. Seth MacFarlane řekl, že epizoda byla založena na jeho strachu z obalu z dětství.